# Ingrid Newkirk
Pour les articles homonymes, voir Newkirk (homonymie).
Ingrid Newkirk née le 11 juin 1949 est une militante britannique pour les droits des animaux, présidente de  People for the Ethical Treatment of Animals, communément appelé PETA, la plus grande organisation mondiale pour les droits des animaux. 
Newkirk est engagée dans la protection des animaux depuis 1972. Elle fonde PETA en mars 1980 avec Alex Pacheco. L’organisation attire l’attention en 1981, alors que Pacheco et Newkirk mettent en place un stratagème pour photographier 17 macaques dans un laboratoire de recherche de Silver Spring dans le Maryland, suivi d’un raid policier et de la création d’un amendement en 1985 à l’Animal Welfare Act de 1966 (en). Newkirk a depuis mené de nombreuses campagnes pour l’interdiction de l’utilisation d’animaux dans les crash tests, pour mettre un terme à l’utilisation des animaux dans les tests sur les animaux pour les cosmétiques et pour élever les normes du bien-être animal dans l’industrie de la viande,.

## Biographie

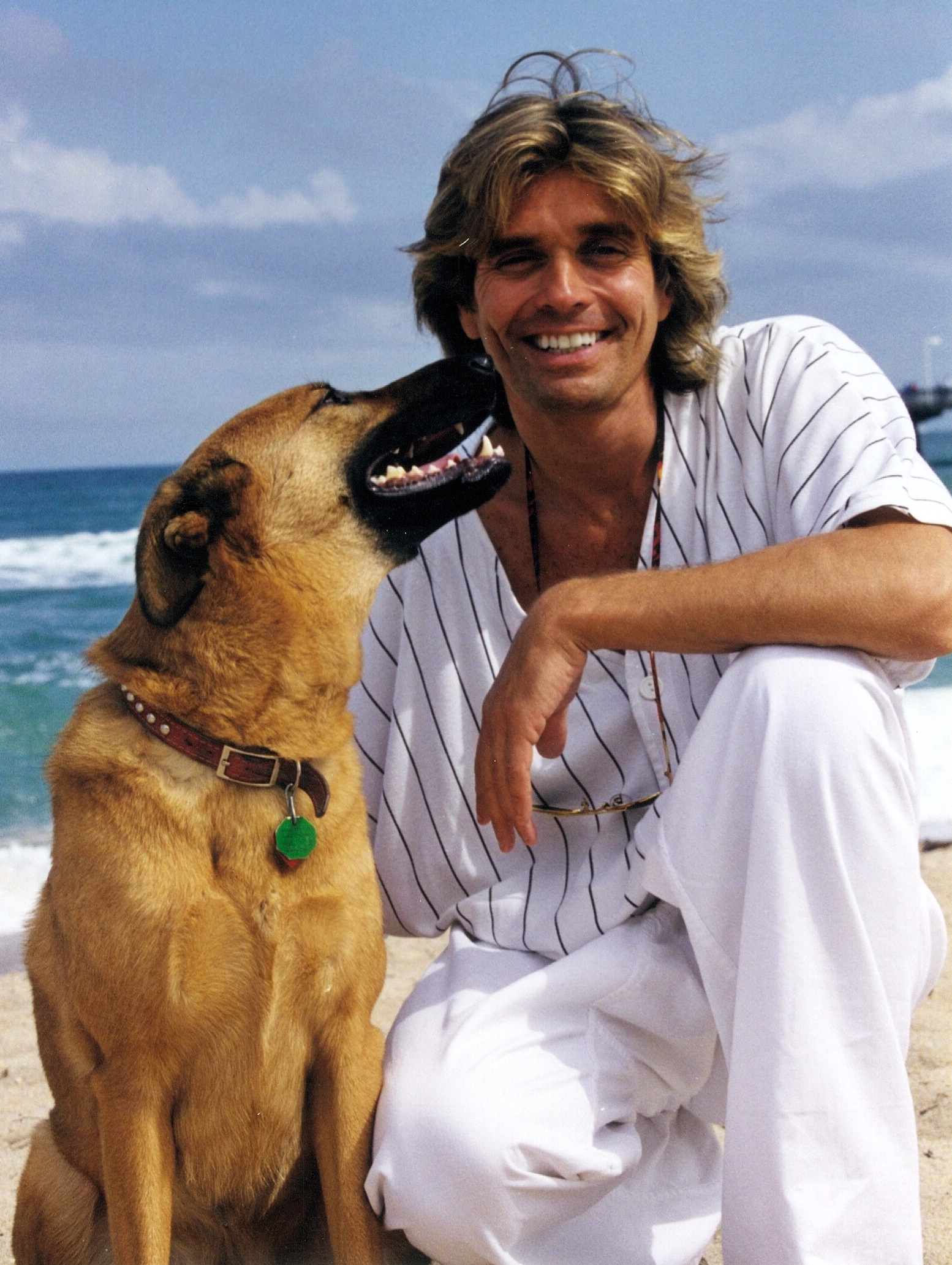
Alex Pacheco.

Ingrid Newkirk est née au Royaume-Uni, dans les Orcades, et a vécu à Ware, dans le Hertfordshire. Sa famille déménage en Inde, à New Delhi quand elle a sept ans. Son père y travaille pour le gouvernement et sa mère est une bénévole dans la colonie de lépreux de Mère Teresa. Newkirk y aide sa mère à préparer les pilules et à rouler les bandages, à préparer des jouets pour les orphelins et à nourrir les mendiants. Elle dit que c’est cette expérience qui lui a appris que tout être dans le besoin, incluant les animaux, méritait une attention. L’expérience qu’elle dit être la plus significative est celle de sa tentative de sauver un chien qui venait d’être torturé gratuitement et de l’avoir vu mourir dans ses bras. À 18 ans, sa famille s'installe en Floride.
À vingt-deux ans, après avoir récupéré des chatons dans la rue qu’elle apportait à un abri pour les animaux abandonnés, la responsable lui dit « Venez à l’arrière du bâtiment, nous allons les installer ». Elle crut qu’elle voulait dire qu’elle allait leur trouver un endroit pour eux dans l’abri. Mais quand cette personne est revenue et qu’elle lui a demandé « Puis-je les voir une dernière fois avant de partir ? », la responsable l’a regardée avec étonnement : « de quoi vous parlez ? ils sont tous morts ! ». C’est alors qu’elle déclare avoir décidé de faire quelque chose de concret en travaillant dans les abris pour animaux abandonnés.
Elle travailla dans des abris, où elle déclare avoir observé la maltraitance des animaux et divers abus physiques. 

« J'allais continuellement au bureau et je disais « John donne des coups de pied aux chiens et les met dans des congélateurs » ou encore « Ils marchent sur les animaux et les écrasent comme des grappes de raisin, et ils s'en moquent ! ». À la fin, j'arrivais tôt au travail, avant les autres, et je tuais les animaux de mes propres mains. Je ne pouvais plus supporter de les voir endurer tout ça. J'ai dû en tuer des milliers, à raison d'une douzaine tous les jours. Ces gens prenaient plaisir à les faire souffrir. En rentrant chez moi le soir, je pleurais en pensant à cela. Et je ressentais profondément que ça ne pouvait pas être juste. »

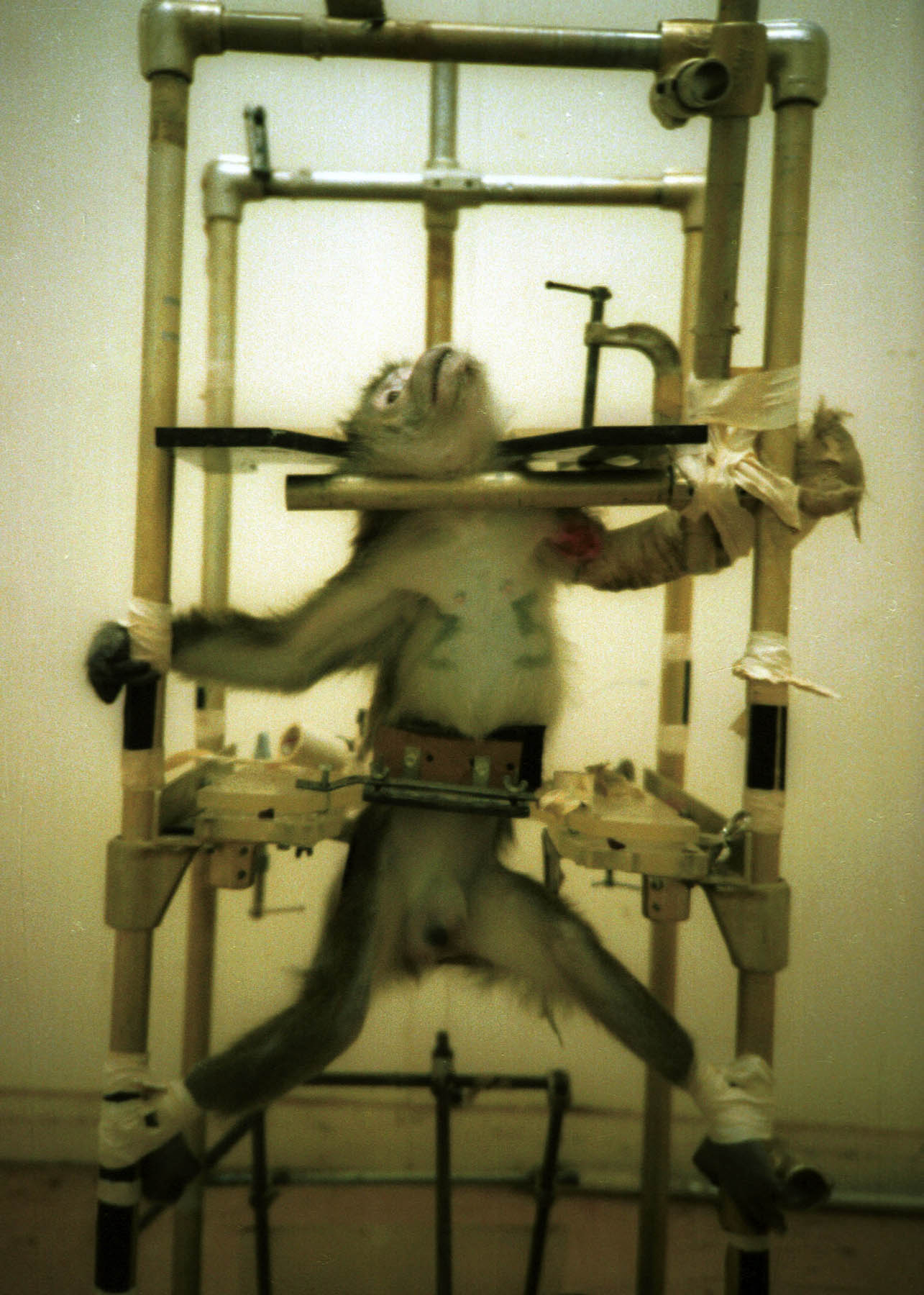
Un des singes de Silver Spring utilisé pour des expérimentations.

Malgré ce qu'elle présente comme une passion pour la viande, elle devient alors végétarienne, puis rencontre Alex Pacheco en 1980 dans un abri du District of Columbia. C'est ce dernier qui lui parle le premier des droits des animaux et lui fait lire le livre de Peter Singer, La Libération animale. En mars de cette même année, Pacheco et Newkirk décident de fonder une organisation pour éduquer le public américain sur le sujet. L'affaire des singes de Silver Spring propulse leur petite organisation de trois membres au statut d'entreprise internationale.

### L'affaire des singes de Silver Spring
L'été 1981, Pacheco obtint un poste de bénévole à l'Institute of Behavioral Research à Silver Spring dans le Maryland dans le but caché d'obtenir du matériau pour les campagnes de PETA. Edward Taub, un psychologue, faisait ses recherches à l'aide de dix-sept singes. Après leur avoir coupé les ganglions rachidiens, Taub les avaient immobilisés pour leur infliger des chocs électriques, alors qu'ils ne recevaient plus de nourriture et cela dans le but de les contraindre à essayer d'utiliser leur bras, bien qu'en l'absence de ganglions, les singes ne sentaient plus leur présence. Pacheco se rendit dans le laboratoire de nuit à de nombreuses occasions, prenant des photos et escortant les scientifiques pour récolter leurs témoignages. Pendant ce temps, Newkirk était sur le siège arrière d'une voiture à l'extérieur, cachée dans une boite en carton percée de deux trous pour qu'elle puisse voir, et utilisant un Talkie-walkie afin de prévenir Pacheco si quelqu'un  approchait le laboratoire. 
Les conditions de vie des singes, telles qu'elles furent rapportées par les clichés de Pacheco, étaient choquantes. La police fut alertée, les singes retirés du laboratoire et Taub inculpé sous des chefs d'accusation en rapport avec la cruauté envers les animaux. Taub se défendit en déclarant qu'il s'agissait d'un coup monté par Newkirk et Pacheco et que le décor de plusieurs des photographies avait été créé par leurs soins Le National Institutes of Health,qui avait soutenu la recherche de Taub, fut parmi les scientifiques qui critiquèrent les conditions de détention des singes, bien qu'ils changèrent d'avis quand les accusations contre Taub furent abandonnées en appel. 
L'affaire rendit célèbre les deux fondateurs et certaines de leurs images, publiées en première page de grands médias, sont devenues des icones de la lutte pour les droits des animaux. PETA devint alors une organisation internationalement connue du mouvement pour les animaux et Newkirk devint sa présidente, notable pour son franc-parler (citation : « Il n'y a pas de fondement rationnel à l'affirmation que l'être humain possède des droits spéciaux. Un rat est un cochon qui est un chien qui est un garçon. Ce sont tous des animaux », « Les êtres humains se sont répandus comme un cancer. Nous sommes le pire désastre sur la face de la Terre », « Est-ce que je préférerais que les laboratoires de recherche utilisant des animaux soient réduits à un tas de cendres ? Oui ! »).

### Testament
Adepte d'actions militantes sensationnalistes, elle initie son testament en ciblant principalement le cirque Ringling Bros et Barnum & Bailey, le cirque le plus ancien du monde, en léguant un pouce, en guise de remerciement pour avoir mis fin à ses numéros avec des animaux. Puis en 2023, elle met à jour son testament pour que plusieurs personnalités puissent hériter de parties de son corps. Parmi les personnalités politiques, elle souhaite léguer son foie à Emmanuel Macron, une manière pour elle d'« appeler le gouvernement français à bannir » le foie gras,  Joe Biden, héritera, lui, des lèvres de la défunte, une référence directe au fait que les États-Unis « embrassent l'industrie de la dinde »notamment pendant la période de Thanksgiving ainsi que le roi Charles III aura notamment le droit à un morceau de son cou afin de dénoncer l'élevage de pigeons pour les loisirs des proches de la famille royale, puisque certains de ces oiseaux ont le cou tordu juste après leur course. Le milliardaire Elon Musk, quant à lui, se voit attribuer le cœur de la militante du fait que « Ses expériences cérébrales cruelles et mortelles dans le cadre du projet Neuralink sur des singes, des cochons, des rats et des moutons indiquent qu'il n'en a pas »

### Réactions et critiques
Newkirk et sa cause provoquent de nombreuses réactions. 
Newkirk a été critiquée pour certains de ses arguments, comme sa relative compréhension des activistes incendiant des bâtiments au nom de la défense des animaux, sans pourtant cautionner de telles actions.

« Je soutiens complètement le fait d'extraire les animaux de leur situation comme je l'aurais fait pour des esclaves humains, des enfants exploités ou encore des esclaves sexuels. Mais je ne soutiens pas le fait de brûler les bâtiments. Je préférerais que ces immeubles n'existent pas, donc, je comprends à un certain niveau. Je n'aime pas l'idée que ces lieux soient encore debout si c'est pour faire du mal à qui que ce soit. »

Elle fut critiquée lorsqu'elle écrivit à Yasser Arafat en 2003 pour protester contre l'utilisation d'un âne pour un attentat-suicide. Il lui était principalement reproché qu'elle donne la priorité à la vie d'un âne par rapport à celle d'un être humain. Ce à quoi elle répondit : « Il y a plein de groupes qui s'occupent des humains, notre cause s'appelle « pour un traitement éthique des animaux ».
Elle fut également critiquée pour la pratique de son organisation d'euthanasier des animaux pour lesquels aucun abri ne pouvait être trouvé, ce qui est considéré comme contradictoire avec la cause défendue. Debra Saunders, une critique de Newkirk, déclare que : « PETA part à l'assaut de ceux qui tuent des animaux pour se nourrir ou pour la recherche scientifique, mais leur organisation tue des animaux pour une raison aussi importante que le manque de place pour les garder ! »
PETA répond que l'euthanasie est la méthode la plus humaine pour les animaux qui ont été forcés à être en cage pendant de longues périodes ou pour ceux qui ont des maladies graves.